# Clintonia uniflora
Clintonia uniflora là một loài thực vật có hoa trong họ Măng tây. Loài này được (Menzies ex Schult. & Schult.f.) Kunth mô tả khoa học đầu tiên năm 1850.

## Hình ảnh

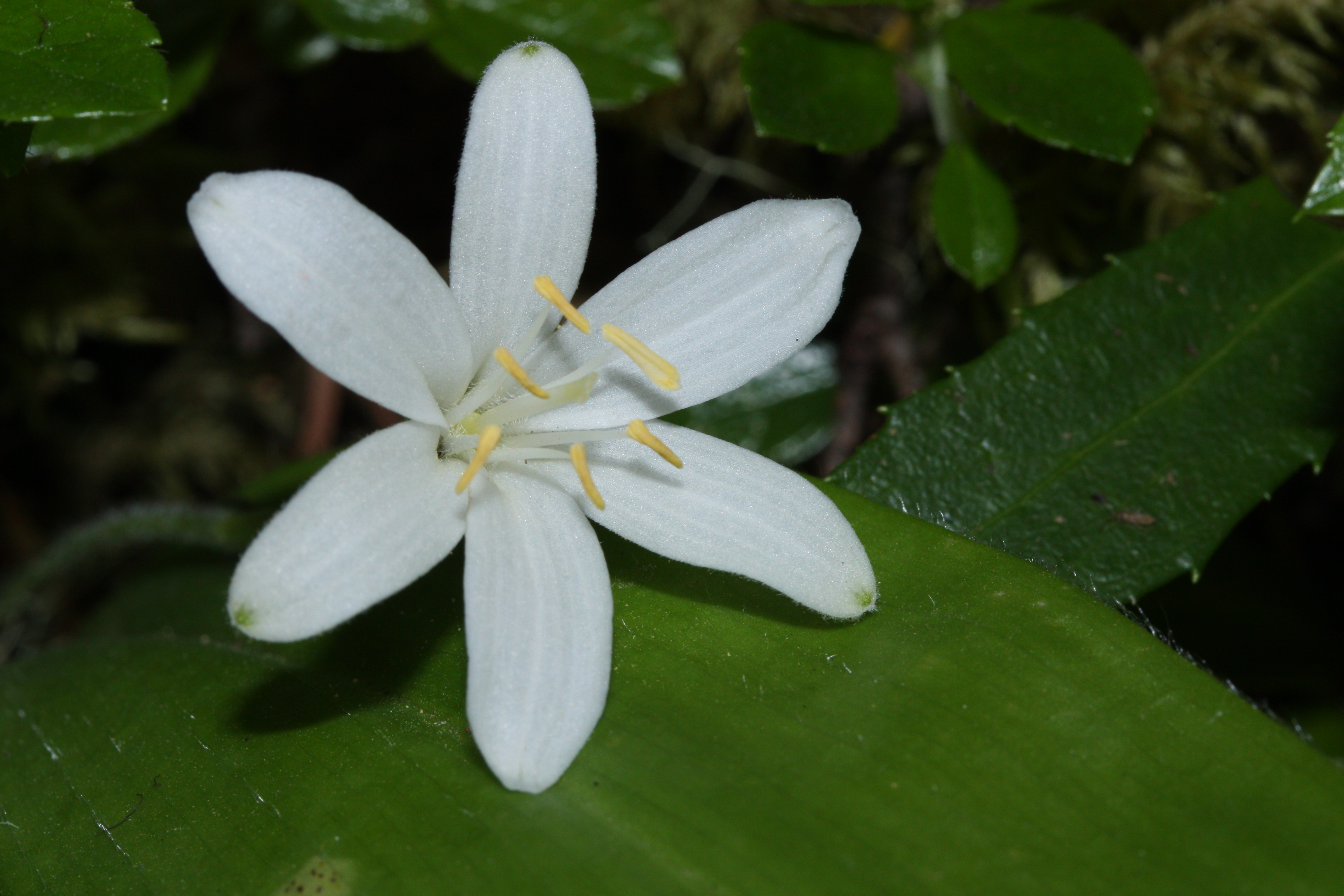
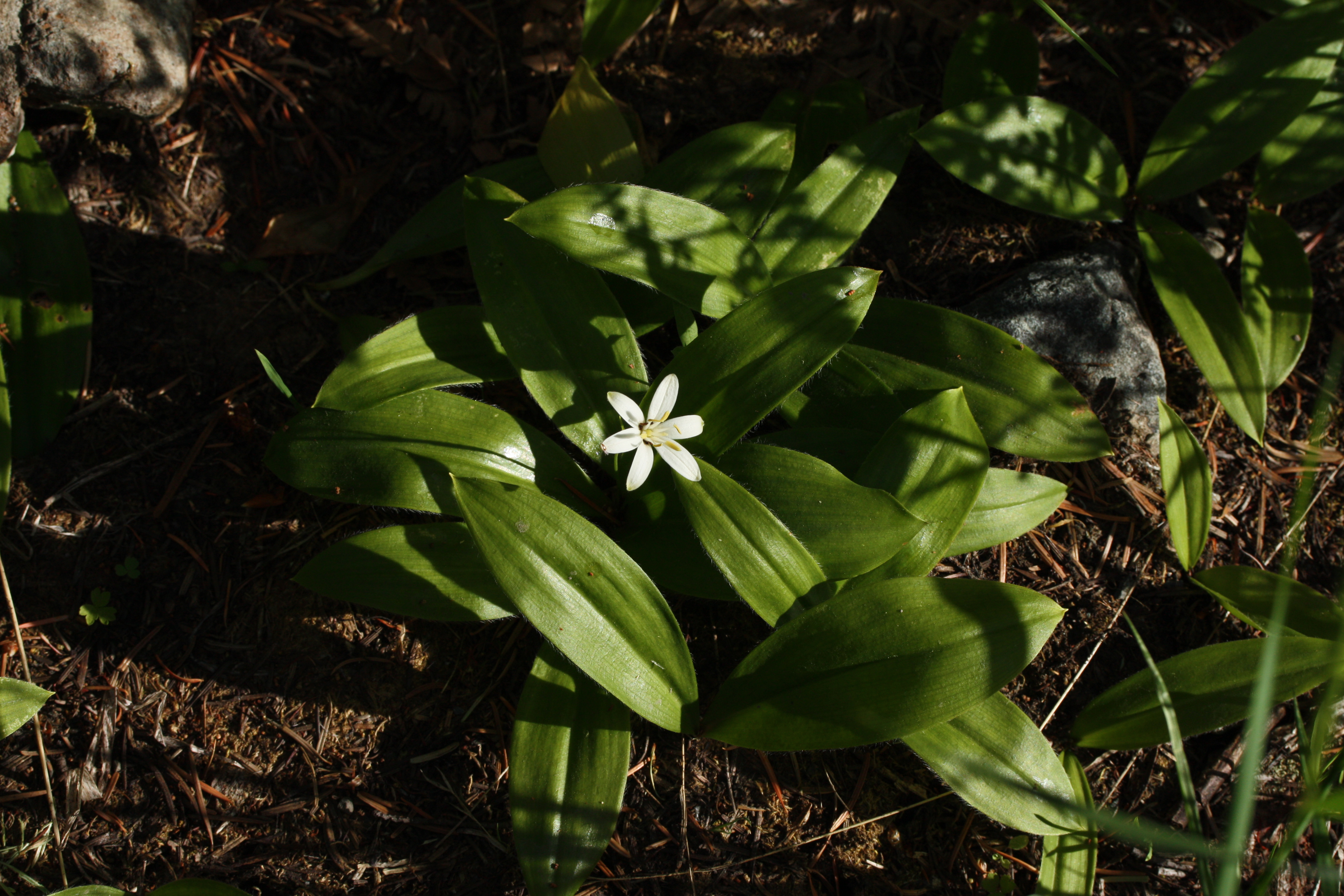
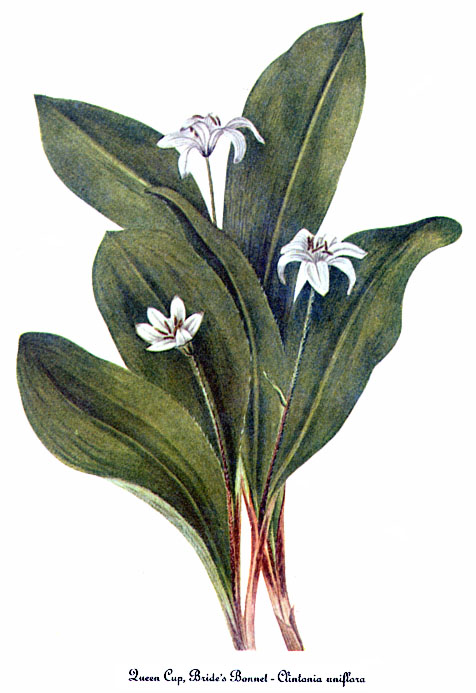
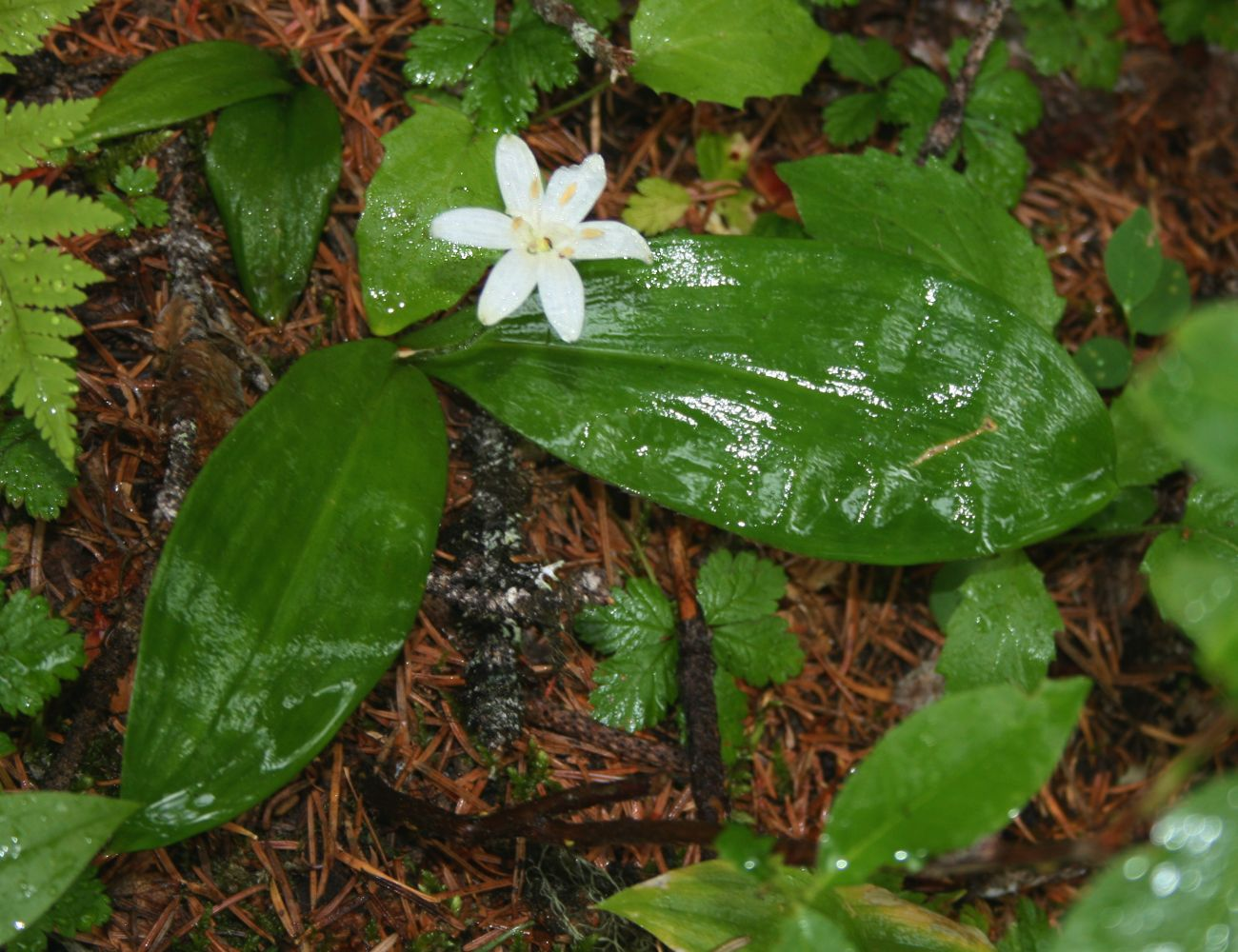